# La Fiorita 1967
La Fiorita 1967, comunemente nota come La Fiorita, è una società calcistica sammarinese con sede nel castello di Montegiardino. Fu fondata nel 1967 con la denominazione Società Polisportiva La Fiorita, da 18 appassionati che ereditarono nome e colori sociali dall'antico Gruppo Sportivo Giovanile di Montegiardino nato nel 1936 e scioltosi a causa della seconda guerra mondiale.
Le sue vittorie più importanti risalgono alla fine degli anni '80. Durante la stagione 1986-1987 è la prima squadra a conquistare nella stessa stagione tutte le massime competizioni nazionali, ovvero il Campionato sammarinese, la Coppa Titano e il Trofeo Federale; un altro scudetto arriva poi nel 1990.
La Fiorita torna alla vittoria, dopo un digiuno durato vent'anni, solo alla fine degli anni 2000, aggiudicandosi nel 2007 il suo terzo Trofeo Federale e nel 2012 la sua seconda Coppa Titano. Il periodo felice prosegue con il bis in Coppa Titano nel 2013 e la vittoria della prima edizione della Supercoppa sammarinese nello stesso anno. Nel 2014 arriva la vittoria del Campionato Sammarinese, terzo della storia gialloblù.
Le vittorie degli ultimi anni valgono anche l'accesso alle competizioni internazionali UEFA. Nel 2012 l'esordio in Europa League contro il Liepajas Metalurgs, l'anno successivo il bis contro il Valletta FC. Nel 2014 la prima volta in UEFA Champions League contro gli estoni del Levadia Tallinn e nel 2015 il ritorno in Europa League contro il FC Vaduz con la prima storica rete internazionale firmata da Damiano Tommasi, l'anno successivo la quinta partecipazione consecutiva contro gli ungheresi del Debrecen poi successivamente le sfide al Linfield FC in UEFA Champions League con il primo storico pareggio sul terreno del San Marino Stadium nel 2017, la doppia partecipazione internazionale in Champions League e Europa League del 2018 contro la squadra di Gibilterra dei Lincoln Red Imps e contro i lettoni dello Spartaks Jurmala e, nel 2019, la sfida agli andorrani dell'UE Engordany con il secondo gol in UEFA Europa League, firmato da Adolfo Hirsch. Nel 2020 la partita "secca" (con il regolamento cambiato in corsa a causa della Pandemia) contro i nordirlandesi del Coleraine. Nel 2021, grazie la vittoria della sesta Coppa Titano, si stacca l'accesso alla nuova competizione UEFA Conference League con la doppia sfida contro il Birkirkara che vede il secondo storico pareggio in Europa nella gara di ritorno con la rete di Roberto Di Maio.
Nel 2022-2023 partecipa al primo turno della UEFA Champions League. Dopo essere passato in vantaggio al terzo minuto di recupero del primo tempo ma viene rimontata e perde 1-2 contro l'Inter Escaldes.
Nella Conference League 2024-2025 batte a sorpresa i bielorussi dell'Islač Minskaha Raëna diventando la seconda squadra di San Marino a passare il turno di una competizione europea in modo diretto (ossia senza retrocessioni di coppe dovute ad una sconfitta).

## Storia
La Società Polisportiva La Fiorita nasce sul finire del 1936, quando entra a far parte del progetto Gruppi Sportivi Giovanili, come gruppo sportivo rappresentativo del Castello di Montegiardino, il più piccolo della Repubblica di San Marino.
È una delle quattro formazioni che fra l'Aprile e il Giugno del 1937 daranno vita alla prima edizione della Coppa Titano. La Fiorita scende in campo con la casacca giallo-blu, colori che rimarranno a tutt'oggi i colori sociali.
Nell'occasione è poco fortunata e si classifica all'ultimo posto, alla prima giornata incontra subito la Libertas di Borgo Maggiore, futura campione. Chiude con due punti, con una sola vittoria in sei partite.
Con l'avvento della seconda guerra mondiale, i Gruppi Sportivi Giovanili vengono sciolti, e La Fiorita scompare.
Nel primo dopo guerra a Montegiardino c'è un timido ritorno al calcio giocato, ma La Fiorita è solo un ricordo. I ragazzi si riuniscono in squadre che spesso non durano che per poche partite o giocano abusivamente in piazza. Non esiste in questi anni una vera rappresentativa del Castello.
La Fiorita riaffiora nella seconda metà degli anni Sessanta, quando nell'inverno del 1966, all'interno del "Circolo Ricreativo di Montegiardino", un gruppo di giovani decide di rifondare l'antica squadra.
Il 7 aprile 1967 diciotto soci fondatori riprendono il nome e i colori sociali de La Fiorita e rifondano ufficialmente la società, depositandone lo statuto sociale presso la Federazione Sammarinese Giuoco Calcio e presso l'Ente Governativo per il Turismo e lo Sport. Fra i fondatori ci sono l'attuale Presidente della F.S.G.C., Giorgio Crescentini, Romeo Casadei, i fratelli Salvatore e Teodoro Bucci, Piero e Giuseppe Valentini, Donato e Giorgio Valentini, Abramo Morri, Antonio Berardi, Primo Sammarini, Claudio Gasperoni, Luigi Della Valle, Claudio Guerra, Renato Toccaceli, Attilio Di Giuli, Marino Zanotti ed Augusto Casali.
Viene eletto come primo Presidente, Romeo Casadei, che manterrà l'incarico per 26 anni.
L'attività sportiva si apre con la partecipazione a competizioni calcistiche dilettantistiche e a tornei di breve durata. Nel 1968 la prima partecipazione alla Coppa Titano che allora si disputava su pochi turni. L'epoca "moderna" del calcio sammarinese si apre con l'organizzazione del primo Campionato Sammarinese di Calcio nel 1985. La Fiorita è subito competitiva e l'anno seguente nel 1986 vince il suo primo Trofeo Federale, il primo della storia del calcio sammarinese, battendo in finale il Faetano che aveva trionfato nel Campionato inaugurale. Durante la stagione successiva, quella del 1986/1987 La Fiorita, guidata in panchina dall'allenatore Bruno Albani, entra nella storia del neonato Campionato sammarinese come la prima squadra capace di centrare "il tris", Campionato (scudetto), superando in finale il Faetano, Coppa Titano (coccarda), battendo in finale il Tre Fiori e Trofeo Federale (corona), sconfiggendo in finale la Libertas. Disputa la finale di campionato anche nella stagione 1988/1989, perdendo però contro il Domagnano. Il secondo campionato arriverà da lì a poco nella stagione 1989/1990 battendo in finale la Cosmos. Disputa anche le finali di Coppa Titano nel 1988 contro il Domagnano e nel 1989 contro la Libertas, perdendole però entrambe.
Durante gli anni '90 La Fiorita rimane molto competitiva, ma poco fortunata. Perde infatti tre finali scudetto, due consecutive nelle stagioni 1993/1994 e 1995/1996 entrambe con il Tre Fiori e una nel 1996/1997 contro La Folgore. Gioca anche due finali consecutive di Trofeo Federale, nel 1996 contro la Libertas e nel 1997 contro La Folgore, perdendole entrambe.
Tornerà ad alzare nuovamente un trofeo, dopo un'attesa durata vent'anni verso la fine degli anni 2000, aggiudicandosi nel 2007 il suo terzo Trofeo Federale, battendo in finale il Tre Fiori.
Nel 2012, dopo ventisei anni torna a vincere la Coppa Titano, superando in finale il Pennarossa con il punteggio di 3-2 grazie alle reti di Gian Luca Bollini, Simon Parma e Mario Fucili conquistando così la possibilità di prendere parte per la prima volta nella sua storia ad una competizione europea. Entra infatti a far parte dell'urna delle partecipanti al primo turno preliminare di Europa League, dove affronta i lettoni del Liepājas Metalurgs, squadra della piccola città affacciata sul Mar Baltico di Liepāja.
Il corso vincente si conferma il 3 ottobre 2012, quando allo stadio "Federico Crescentini" di Fiorentino, La Fiorita si aggiudica il quarto Trofeo Federale, o più correttamente la prima edizione della Supercoppa di San Marino, battendo in finale a partita unica il Tre Penne, vincitore del precedente campionato, con il punteggio di 1-0. Decisivo un rigore trasformato da Tiziano Mottola sul finire del secondo tempo.
Nel 2013 arriva un altro successo in Coppa Titano, il secondo consecutivo, il terzo nella storia, conquistato battendo in finale, il 29 aprile 2013 il San Giovanni 1-0 grazie ad una rete di Sossio Aruta. La Società Polisportiva La Fiorita conquista così la possibilità di difendere la Supercoppa e di giocare, ancora una volta, nel turno preliminare di Europa League dove troverà i maltesi de La Valletta.
Nel 2014 per la società di Montegiardino il traguardo storico della vittoria del terzo Scudetto grazie al successo in finale contro la Folgore ottenuto con i gol di Filippo Pensalfini e Giacomo Gualtieri. La vittoria del Campionato Sammarinese vale l'esordio in Uefa Champions League contro gli estoni del Levadia Tallin.
Nel 2015 ancora una partecipazione internazionale ottenuta grazie al terzo posto in Campionato, i gialloblù di Montegiardino hanno guadagnato l'accesso ai preliminari di Uefa Europa League, essendo eliminati al primo turno dal Vaduz vincitore della coppa del Liechtenstein. Il 9 luglio 2015 la prima storica rete della Fiorita in campo internazionale porta la firma dell'ex centrocampista della As Roma e della Nazionale italiana Damiano Tommasi.
La Fiorita il 1º maggio 2016 vince battendo in finale il Pennarossa, la sua quarta Coppa Titano grazie alle reti di Andy Selva su calcio di rigore e Danilo Rinaldi, lo stesso anno conquista la finale di Campionato Sammarinese ma viene sconfitta 3-1 dal Tre Penne.
L'anno successivo la storia si inverte, i gialloblù sono sconfitti 2-0 in Finale di Coppa Titano dal Tre Penne ma in una rocambolesca finale di Campionato Sammarinese superano i Campioni in carica e si aggiudicano il loro quarto Scudetto. Il Tre Penne si portò in vantaggio dopo soli 14 secondi ma venne raggiunto da una rete di Danilo Rinaldi a tempo scaduto; nei supplementari lo stesso Rinaldi (Capitano), di testa, ha siglato il gol vittoria.
Il successo in Campionato vale l'accesso alla UEFA Champions League 2017/2018 dove la squadra sammarinese incontrerà il Linfield di Belfast. La gara d'andata vede La Fiorita capitolare solo nei minuti finali dopo che il portiere Gianluca Vivan aveva anche respinto un rigore. Nella partita casalinga non basta il primo storico pareggio, finisce 0-0 ed è il Linfield ad accedere al secondo turno.
La stagione successiva si conferma campione di San Marino e conquista anche la Coppa Titano, guadagnando così il diritto a disputare i preliminari della UEFA Champions League. Con la nuova formula La Fiorita incontra, in uno spareggio a partita unica, il Lincoln Red Imps di Gibilterra, venendo sconfitto per 2-0. Disputerà quindi il secondo turno di qualificazione per l'UEFA Europa League 2018-2019 contro lo Spartaks Jurmal (Lettonia). L'anno seguente, grazie al secondo posto in Campionato Sammarinese (sconfitta in finale contro il Tre Penne ai tempi supplementari), la squadra di Montegiardino accede al primo turno preliminare di UEFA Europa League giocando per la prima volta da testa di serie. Sfiderà gli andorrani dell'Engordany incassando una doppia sconfitta ma ritrovando il gol grazie ad Adolfo Jose Hirsch. La stagione 2019/2020 nonostante l'ottimo cammino in Campionato (miglior media punti) e in Coppa Titano (semifinale), la pandemia Covid-19 interrompe le competizioni e La Fiorita si ritrova con la sola assegnazione "a tavolino" del secondo posto e la qualificazione alla UEFA Europa League dove affronterà in gara unica i nordirlandesi del Coleraine.
Nella stagione 2020-2021 la squadra di Montegiardino si conferma ai vertici del calcio sammarinese vincendo la Coppa Titano contro il Tre Fiori dopo una serie di 14 calci di rigore e uscendo sconfitta in finale di Campionato Sammarinese contro la Folgore. La vittoria della Coppa Titano vale l'accesso alla UEFA Europa Conference League nell'anno della sua prima edizione; il sorteggio mette La Fiorita di fronte ai maltesi del Birkirkara che supereranno il turno grazie alla vittoria 1-0 dell'andata in considerazione del pareggio 1-1 (il secondo nella storia gialloblù) della gara di ritorno giocata a San Marino.
La squadra riesce a superare il primo turno preliminare della Conference League 2024-2025 eliminando in trasferta per 4-2 ai calci di rigore (0-1 al 90') i bielorussi dell'Isloch Minsk che avevano vinto 1-0 nella partita di andata a Serravalle, diventando la seconda squadra sammarinese di sempre a vincere una partita in una coppa continentale (dopo il Tre Penne contro gli armeni dello Sirak). È dunque la seconda squadra sammarinese ad aver passato direttamente il turno di una competizione europea dopo il Tre Fiori.

### Attività polisportiva
La Fiorita in quanto società polisportiva ha partecipato anche al campionato sammarinese di basket vinto per tre volte nel 2011, 2014 e 2015 e dalla stagione 2008/2009 al Campionato sammarinese di calcio a 5. In passato ha avuto squadre di karate, bocce e pallavolo diventando, nel 1996, proprio con la squadra di pallavolo, la prima società sammarinese a prendere parte ad una competizione europea per club accedendo alla Coppa CEV.

## Colori e simboli

### Colori
I colori sociali sono il giallo e il blu.

### Simboli ufficiali

#### Stemma
Lo stemma del club riporta racchiuso in uno scudetto nome, anno di fondazione e stemma del castello di Montegiardino di cui La Fiorita è espressione sportiva, composto da tre monti d'oro accostati e una pianta di rose fiorita che spunta dal monte centrale e si sviluppa su tre rami disposti a ventaglio. Dalla caratteristica rosa “fiorita” che è al centro dello stemma trae origine il nome stesso della Società.

## Strutture

### Stadio
Le partite di Campionato si giocano (con sorteggio) sui campi da calcio di San Marino (Serravalle B, Montecchio, Domagnano, Dogana, Fiorentino, Acquaviva e San Marino Stadium) gli allenamenti della Fiorita si tengono allo stadio Igor Crescentini di Montegiardino mentre le finali e le partite internazionali si giocano al San Marino Stadium.

## Società

### Statuto
Lo Statuto societario depositato presso la FSGC presso il Tribunale della Repubblica di San Marino è stato aggiornato più volte nella storia nel rispetto delle normative degli organismi sportivi nazionali e internazionali (UEFA e FIFA in primis) e della legge sammarinese. Il più recente è datato 2021. Nel 2015 la stesura e l'approvazione di quello che trasforma la Società Polisportiva in Associazione Sportiva e modifica normative e nome. La Fiorita diventa La Fiorita 1967. Al momento lo statuto prevede che i membri del Consiglio Direttivo vengano eletti ogni tre anni per votazione diretta dall'Assemblea dei soci.
Questa è composta da tutti gli associati alla Fiorita che annualmente versano la quota di affiliazione alla società. Vi è da sempre speciale riguardo per i 18 Soci Fondatori membri onorari dell'Assemblea. Ogni associato ha diritto a candidarsi per l'ingresso nel Consiglio Direttivo.
Una volta formatosi il Consiglio Direttivo, saranno i membri eletti a decidere tramite votazione interna le cariche in seno al Consiglio, che sono attualmente, quelle di Presidente, Vice Presidente, Direttore Generale, Segretario generale e dirigenti consiglieri.
Il Consiglio Direttivo è tenuto a relazionare annualmente durante l'Assemblea Generale dei soci in merito al proprio operato e all'approvazione del bilancio societario e a rendere conto del proprio operato alle Federazioni alle quali è affiliato oltre che alla UEFA attraverso la compilazione della modulistica per la Licenza UEFA per Club.
L'ultima votazione, che ha visto l'elezione dell'attuale Consiglio Direttivo è stata effettuata a febbraio 2021. Il mandato dell'attuale Consiglio Direttivo scadrà a febbraio 2024.

### Organigramma societario
- Alessandro Cianciaruso - Presidente
- Andrea Delvecchio - Vicepresidente
- Paolo Zanotti - Resp. Settore Finanziario
- Michele Della Valle - Segretario Generale
- Roberto Bollini - Dirigente
- Julian Aliaj - Dirigente
- Gualtiero Gasperoni - Dirigente

### Sponsor
| Cronologia degli sponsor tecnici - 2013-2017: Mass - 2017-2020: Acerbis - 2020-attuale: Nike | Cronologia degli sponsor ufficiali - 2015-2017: Asset Banca - 2018-2020: LombardaSM - 2021-attuale: Evox Technology |

## Allenatori e presidenti
- 1967-1990  Romeo Casadei
- 1990-1996  Luigi Gasperoni
- 1996-1999  Luciano Zanotti
- 1999-2001  Stefano Marinelli
- 2001-2009  Paolo Crescentini
- 2009-2018  Alan Gasperoni
- 2018-2020  Roberto Bollini
- 2020-2021   Vittorio Zadotti
- 2021-2022  Andrea Delvecchio
- 2022-attuale  Alessandro Cianciaruso

Nonostante 45 anni di storia societaria, alla guida della Società Polisportiva La Fiorita si sono avvicendati pochi presidenti. Questo perché il primo presidente eletto, Romeo Casadei, è rimasto in carica per ben venticinque anni. Romeo Casadei ha conquistato cinque trofei: due Campionati Sammarinesi, due Trofei Federali ed una Coppa Titano ed è ancora oggi il presidente più vincente del club. È stato nominato Presidente Onorario. Gli succederà per due mandati Luigi Gasperoni. Dal 1996 al 1999 è stato Presidente Luciano Zanotti, attuale Presidente della Federazione Sammarinese Tiro con l’arco. Portò la Fiorita 9 volte in finale senza mai vederla alzare un trofeo. Il suo successore sarà Stefano Marinelli che lasciò dopo un solo biennio l’incarico a Paolo Crescentini. Sotto la sua guida La Fiorita torna alla vittoria vincendo nel 2007 il terzo Trofeo Federale. Nel 2010 viene eletto l’attuale Presidente Alan Gasperoni, il più giovane della storia della società a 25 anni. Rimarrà in carica grazie alla riconferma ottenuta all’Assemblea dei Soci del 2012 e successivamente nel 2014 e nel 2016. Il 2 maggio 2012 Alan Gasperoni ha alzato il suo primo trofeo: la Coppa Titano ed ha guidato per la prima volta la società in una competizione europea: l’Europa League. Con la conquista dello Scudetto 2014 Gasperoni è il secondo Presidente gialloblù a fregiarsi di tale titolo dopo Romeo Casadei. Gasperoni ha guidato la Fiorita in tutte le partecipazioni internazionali fino alla UEFA Champions League 2018 prima di lasciare spazio allo storico vice Presidente Roberto Bollini. Nel dicembre 2020, con qualche mese d’anticipo sulla scadenza naturale del direttivo, nuove elezioni hanno portato alla prima presidenza italiana dopo 7 presidenti sammarinesi e di origini Montegiardinesi. Vittorio Zadotti, imprenditore milanese di origine romana, rimane in carica poco meno di un anno e causa problemi di tempo e lavoro rassegna il proprio mandato al direttivo che nomina nell'ottobre 2021 Andrea Delvecchio che in passato aveva ricoperto il ruolo di Direttore Generale in società.
- 2011-2013  Nicola Berardi
- 2013-2015  Alberto Manca
- 2015-2017  Luigi Bizzotto
- 2017  Nicola Berardi
- 2017  Simone Bacciocchi
- 2017-2018  Gianluca Procopio
- 2018  Alberto Manca
- 2018-2019  Luciano Mularoni
- 2019-2020  Juri Tamburini
- 2020-2021  Nicola Berardi
- 2021-2022  Oscar Lasagni
- 2022-2024  Thomas Manfredini
- 2024-  Stefano Ceci

## Calciatori
Nella Società Polisportiva La Fiorita comincia la sua carriera negli anni '80 Roberto Cevoli che in seguito diverrà calciatore professionista debuttando in Serie A.
Nel 2009 si unirà per una stagione a La Fiorita Paolo Bravo calciatore professionista, difensore, conosciuto per i suoi trascorsi nel Rimini.
Nel 2011 La Fiorita ingaggia per una stagione Gianluca Ricci ex calciatore professionista, divenuto famoso per la partecipazione al reality show Campioni, il sogno e per aver militato in Serie A con la maglia del Bari. Arriveranno in futuro, dal reality show di Mediaset anche Giacomo Gualtieri e Sossio Aruta.
Nella stagione 2010/2011 siede in panchina Andrea Del Bianco ex giocatore professionista che ha calcato i campi di Serie A con la maglia del Cesena.
Nella rosa della Fiorita sono stati presenti diversi calciatori che hanno militato in campionati professionistici tra cui: Francesco Perrotta, Antonio Marino, Simone Montanari e Simone Confalone. Attualmente fa parte della rosa il capitano e primatista di presenze e reti della Nazionale Sammarinese Andy Selva e il nazionale Under-21 di San Marino Tommaso Zafferani ora in forza al San Marino Calcio.
Per la partita del primo turno preliminare di Europa League 2012-2013 la società gialloblu ha inserito nella propria lista Uefa due calciatori professionisti di categoria superiore: Joseph Enakarhire, ex difensore della nazionale nigeriana e finalista di Coppa UEFA 2004-2005 con la maglia dello Sporting Lisbona e l'ex capitano del Cesena Simone Confalone poi rimasto in rosa per alcuni anni. Nella stagione successiva di Europa League ha vestito il gialloblu Marco Piccioni poi passato in Serie B alla Juve Stabia. Nell'estate 2015 la Fiorita ha conquistato per la quarta volta l'accesso alle competizioni internazionali festeggiandolo con l'ingaggio del capitano del Rimini ed ex calciatore del Catania Adrián Ricchiuti e del Presidente dell'Associazione Italiana Calciatori ed ex centrocampista della Roma e della Nazionale italiana Damiano Tommasi che ha anche segnato la prima rete europea della Fiorita e che con i gialloblu ha giocato anche nel 2016 e nel 2017 in Champions League. Dalla stagione 2016/2017 ha vestito la maglia della Fiorita Samuele Olivi, ex professionista con alcune presenze in Nazionale Under 21 italiana. Nel 2018 la società ha ingaggiato Alessandro Cattelan, noto presentatore TV, che ha debuttato così, per la prima volta in Champions League. Attualmente la rosa de La Fiorita 1967 è costituita da numerosi ex professionisti e da un consistente numero di calciatori della Nazionale di San Marino.
Tre calciatori de La Fiorita hanno vinto il Pallone di Cristallo per il Miglior Calciatore del calcio sammarinese: Nicola Chiaruzzi (2008), Danilo Ezequiel Rinaldi (2017), Gianluca Vivan (2021).

## Palmarès

### Competizioni nazionali
- Campionato sammarinese: 6

1986-1987, 1989-1990, 2013-2014, 2016-2017, 2017-2018, 2021-2022
- Coppa Titano: 7

1986, 2011-2012, 2012-2013, 2015-2016, 2017-2018, 2020-2021, 2023-2024
- Supercoppa Sammarinese: 6  (record condiviso)

1986, 1987, 2007, 2012, 2018, 2021

### Altri piazzamenti
- Campionato Sammarinese

Secondo posto: 1988-1989, 1993-1994, 1994-1995, 1996-1997, 2015-2016, 2018-2019, 2020-2021, 2024-2025
Terzo posto: 1985-1986
- Coppa Titano

Finalista: 1987-1988, 1988-1989, 2016-2017
Semifinalista: 2006-2007, 2019-2020, 2024-2025
- Supercoppa Sammarinese/Trofeo Federale

Finalista: 1996, 1997, 2013, 2014, 2016, 2017
Semifinalista: 1994, 1995

## Statistiche e record

### Partecipazioni ai tornei internazionali
| Categoria                     | Partecipazioni | Debutto   | Ultima stagione |
| ----------------------------- | -------------- | --------- | --------------- |
| UEFA Champions League         | 4              | 2014-2015 | 2022-2023       |
| UEFA Europa League            | 7              | 2012-2013 | 2020-2021       |
| UEFA Europa Conference League | 4              | 2021-2022 | 2025-2026       |

#### Statistiche nei tornei internazionali
Tabella aggiornata alla stagione 2025-2026.
| Competizione                  | Partecipazioni | G  | V | N | P  | GF | GS |
| ----------------------------- | -------------- | -- | - | - | -- | -- | -- |
| UEFA Champions League         | 4              | 6  | 0 | 1 | 5  | 1  | 13 |
| UEFA Europa League            | 7              | 13 | 0 | 0 | 13 | 2  | 40 |
| UEFA Europa Conference League | 4              | 7  | 1 | 1 | 5  | 2  | 16 |

## Organico

### Rosa
Rosa aggiornata al 20 gennaio 2024.
| N. |                       | Ruolo | Calciatore        |
| -- | --------------------- | ----- | ----------------- |
| 1  | Italia (bandiera)     | P     | Matteo Zavoli     |
| 3  | Italia (bandiera)     | D     | Andrea Brighi     |
| 4  | Italia (bandiera)     | D     | Lorenzo Fatica    |
| 5  | Italia (bandiera)     | D     | Marco Mazzotti    |
| 6  | Italia (bandiera)     | C     | Raffaele Virgilio |
| 7  | San Marino (bandiera) | C     | Matteo Vitaioli   |
| 8  | Italia (bandiera)     | C     | Andrea Grassi     |
| 9  | Argentina (bandiera)  | A     | Emiliano Olcese   |
| 10 | Italia (bandiera)     | A     | Tommaso Guidi     |
| 11 | Italia (bandiera)     | C     | Jacopo Semprini   |
| 13 | San Marino (bandiera) | D     | Andrea Grandoni   |
| 16 | San Marino (bandiera) | A     | Danilo Rinaldi    |

| N. |                       | Ruolo | Calciatore          |
| -- | --------------------- | ----- | ------------------- |
| 17 | Italia (bandiera)     | A     | Alex Amborsini      |
| 18 | Italia (bandiera)     | D     | Marco Gasperoni     |
| 19 | Senegal (bandiera)    | A     | Abdul Niang         |
| 21 | Italia (bandiera)     | C     | Armando Amati       |
| 22 | San Marino (bandiera) | C     | Lorenzo Lunadei     |
| 23 | San Marino (bandiera) | C     | Matteo Semprini     |
| 27 | Italia (bandiera)     | P     | Gianluca Vivan      |
| 32 | Italia (bandiera)     | P     | Alessandro Semprini |
| 33 | San Marino (bandiera) | A     | Tommaso Zafferani   |
| 34 | Italia (bandiera)     | D     | Nicola Greco        |
| 71 | San Marino (bandiera) | P     | Alan Neri           |
| 77 | Italia (bandiera)     | D     | Fabio Sottile       |

### Staff tecnico
Staff tecnico
- Stefano Ceci – Allenatore
- Marco Protti – Vice Allenatore
- Andrea Sanchi – Preparatore dei portieri
- Alessandro Romagna – Preparatore atletico
- Luca Bonifazi – Team Manager

Staff medico
- Anna Maria Ferri – Medico
- Michele Carlini – Fisioterapista

Altro
- Gualtiero Gasperoni – Magazziniere
- Elisa Gianessi – Addetta stampa